# Saadiq Elmi
Saadiq Faisal Elmi (11 novembre 2000) è un calciatore somalo, centrocampista del Moss e della nazionale somala.

## Carriera

### Club
Elmi è cresciuto nelle giovanili del Grorud. Ha esordito in 2. divisjon in data 21 ottobre 2017, subentrando a Tega George nella vittoria per 0-3 arrivata sul campo del Brumunddal. Nella stagione successiva non è mai stato utilizzato in prima squadra, tornando a calcare i campi della 2. divisjon soltanto nella stagione 2019, quando ha contribuito alla promozione del Grorud in 1. divisjon.
Il 9 luglio 2020 è passato al Moss con la formula del prestito. Ha debuttato con la nuova maglia l'11 luglio, quando ha sostituito Trym Bergan Solli nella sconfitta per 2-1 subita in casa dell'Hødd.
Tornato al Grorud per il finale di stagione, il 24 ottobre ha giocato la prima partita in 1. divisjon: è subentrato a Kristian Novak nella partita persa per 2-1 in casa dell'Ullensaker/Kisa.
Il 5 aprile 2022 ha prolungato il contratto che lo legava al Grorud, fino al 31 dicembre 2023. Alla fine del campionato 2022, il Grorud è retrocesso in 2. divisjon.
Il 23 aprile 2023 ha realizzato il primo gol della sua carriera, contribuendo alla vittoria casalinga per 2-1 sul Brattvåg.
Il 15 gennaio 2024 ha fatto ritorno al Moss, per cui ha firmato un contratto biennale.

### Nazionale
Elmi ha debuttato per la Somalia il 15 giugno 2021, sostituendo Yonis Farah nella sfida persa per 1-0 contro il Gibuti, in amichevole.
Il 16 novembre 2023 ha giocato invece la prima partita nelle qualificazioni al mondiale 2026, contro l'Algeria.

## Statistiche

### Presenze e reti nei club
Statistiche aggiornate al 15 gennaio 2024.
| Stagione       | Club          | Campionato    | Campionato | Campionato | Coppe nazionali | Coppe nazionali | Coppe nazionali | Coppe continentali | Coppe continentali | Coppe continentali | Supercoppe | Supercoppe | Supercoppe | Totale | Totale |
| Stagione       | Club          | Comp          | Pres       | Reti       | Comp            | Pres            | Reti            | Comp               | Pres               | Reti               | Comp       | Pres       | Reti       | Pres   | Reti   |
| -------------- | ------------- | ------------- | ---------- | ---------- | --------------- | --------------- | --------------- | ------------------ | ------------------ | ------------------ | ---------- | ---------- | ---------- | ------ | ------ |
| 2017           | Grorud        | 2D            | 1          | 0          | CN              | 0               | 0               | -                  | -                  | -                  | -          | -          | -          | 1      | 0      |
| 2018           | Grorud        | 2D            | 0          | 0          | CN              | 0               | 0               | -                  | -                  | -                  | -          | -          | -          | 0      | 0      |
| 2019           | Grorud        | 2D            | 11         | 0          | CN              | 1               | 0               | -                  | -                  | -                  | -          | -          | -          | 12     | 0      |
| lug.-ott. 2020 | Moss          | 2D            | 13         | 0          | -               | -               | -               | -                  | -                  | -                  | -          | -          | -          | 13     | 0      |
| ott.-dic. 2020 | Grorud        | 1D            | 1          | 0          | -               | -               | -               | -                  | -                  | -                  | -          | -          | -          | 1      | 0      |
| 2021           | Grorud        | 1D            | 15         | 0          | CN              | 2               | 0               | -                  | -                  | -                  | -          | -          | -          | 17     | 0      |
| 2022           | Grorud        | 1D            | 24         | 0          | CN              | 2               | 0               | -                  | -                  | -                  | -          | -          | -          | 26     | 0      |
| 2023           | Grorud        | 2D            | 23         | 4          | CN              | 2               | 1               | -                  | -                  | -                  | -          | -          | -          | 25     | 5      |
| Totale Grorud  | Totale Grorud | Totale Grorud | 75         | 4          |                 | 7               | 1               |                    | -                  | -                  |            | -          | -          | 82     | 5      |
| 2024           | Moss          | 1D            | 0          | 0          | CN              | 0               | 0               | -                  | -                  | -                  | -          | -          | -          | 0      | 0      |
| Totale Moss    | Totale Moss   | Totale Moss   | 13         | 0          |                 | 0               | 0               |                    | -                  | -                  |            | -          | -          | 13     | 0      |
| Totale         | Totale        | Totale        | 88         | 4          |                 | 7               | 1               |                    | -                  | -                  |            | -          | -          | 95     | 5      |